# Saint-Adjutory
Saint-Adjutory település Franciaországban, Charente megyében. Lakosainak száma 493 fő (2022. január 1.). Saint-Adjutory Chasseneuil-sur-Bonnieure, Mazerolles, Montembœuf, Taponnat-Fleurignac, Vitrac-Saint-Vincent és Yvrac-et-Malleyrand községekkel határos.

## Népesség
A település népessége az elmúlt években az alábbi módon változott:
| Lakosok száma | 418  | 361  | 334  | 317  | 450  | 470  | 481  | 492  | 491  | 493  |
|               | 1968 | 1982 | 1990 | 2006 | 2013 | 2015 | 2017 | 2019 | 2020 | 2022 |